# Réseau de télévision
Un réseau de télévision est un réseau de télécommunications destiné à la distribution de programmes télévisés. Cependant, le terme désigne désormais un groupement d'affiliés régionaux autour d'une chaîne de télévision centrale, offrant une programmation à plusieurs stations de télévision locales.
Jusqu'au milieu des années 1980, la programmation télévisée de la plupart des pays du monde a été dominée par un petit nombre de réseaux de diffusion. Bon nombre des premiers réseaux de télévision (comme la BBC, NBC ou CBS) se sont développés à partir de réseaux de radio existants.